# Нинјан (река)
Нинјан (фр. Ninian) је река у Француској. Дуга је 60 km. Улива се у Уст. 